# Generator Fibonacciego z przeniesieniem
Generator Fibonacciego z przeniesieniem – rozwinięcie opóźnionego (lagged) generatora Fibonacciego. Generatory te charakteryzują się bardzo długimi cyklami: podczas gdy zwykłe opóźnione generatory Fibonacciego (LFG) mają dla 32-bitowego czynnika modulo cykle długości rzędu {\displaystyle 2^{32+r},} generatory z przeniesieniem osiągają cykle długości {\displaystyle 2^{32r}.}
Rozważmy standardowy ciąg Fibonacciego zapoczątkowany liczb ami 0 i 1:
0, 1, 1, 2, 3, 5, 8, 13, 21, 34, 55, 89,...
Weźmy teraz ciąg reszt modulo baza {\displaystyle b=10} (operacja {\displaystyle u\diamondsuit w} = u + w mod 10):
0, 1, 1, 2, 3, 5, 8, 3, 1, 4, 5, 9, 4, 3, 7, 0, 7, 7, 4, 1, 5, 6,...
Ciąg taki wpada w cykl długości 60, składający się z czterech cykli długości 15, gdzie w kolejnym cyklu liczby mnożone są przez 7 modulo 10:
```
 0 1 1 2 3 5 8 3 1 4 5 9 4 3 7
 0 7 7 4 1 5 6 1 7 8 5 3 8 1 9
 0 9 9 8 7 5 2 7 9 6 5 1 6 7 3
 0 3 3 6 9 5 4 9 3 2 5 7 2 9 1
```

Z bitem przeniesienia dla dodawania sytuacja będzie wyglądała tak, że początkowo bit c ustawiamy na zero, następnie jeśli {\displaystyle x_{n-r}+x_{n-s}+c>=b,} wtedy odejmujemy {\displaystyle b} i ustawiamy {\displaystyle c} na 1; w przeciwnym przypadku zerujemy {\displaystyle c.}
Dla poprzedniego przykładu gdzie {\displaystyle b=10,} {\displaystyle r=2,} {\displaystyle s=1,} bit przeniesienia spowoduje cykl długości 108:
{\displaystyle b^{r}+b^{s}-2=10^{2}+10^{1}-2=108.}
Generator nosi nazwę generatora add-with-carry.
Podobnie możemy zdefiniować generator subtract-with-borrow: jeśli {\displaystyle x_{n-r}-x_{n-s}-c<0,} wtedy dodajemy {\displaystyle b} i ustawiamy {\displaystyle c} na 1; w przeciwnym przypadku zerujemy {\displaystyle c.} Dla {\displaystyle b=10,} {\displaystyle r=2,} {\displaystyle s=1,} cykl będzie miał długość 44.

## Projekt generatora
Zajmijmy się teraz zaprojektowaniem generatora. Wybieramy {\displaystyle b} bliskie 232, {\displaystyle r} i {\displaystyle s,} takie że {\displaystyle m=b^{r}-b^{s}+1} jest liczbą pierwszą z {\displaystyle b} jako pierwiastkiem pierwotnym, {\displaystyle r} nie jest za małe i {\displaystyle s} nie tak bliskie {\displaystyle r.}
Dla {\displaystyle b} bliskiego 232 i {\displaystyle r} o wartości 20 i więcej, {\displaystyle m} może być z zakresu 2600 do 21800. Testowanie na pierwszość liczby {\displaystyle m} jest wykonalne, używając testów Monte Carlo, ale ustalenie, czy {\displaystyle b} jest pierwiastkiem pierwotnym, jest dużo trudniejsze, bo wymaga rozłożenia liczby {\displaystyle m-1.} Po długich obliczeniach otrzymujemy generator substract-wih-borrow:
{\displaystyle x_{n}=(x_{n-22}-x_{n-43}-c){\bmod {b}},\;b=2^{32}-5=4\ 294\ 967\ 291.}

## RCARRY
Dla generatora RCARRY zaproponowanego przez F. Jamesa {\displaystyle b=2^{24},} {\displaystyle r=24,} {\displaystyle s=10,} co daje cykl jedynie 48 razy mniejszy niż możliwy do reprezentacji przez 24 liczby 24-bitowe, czyli (224)24. Czyli okres wynosi w przybliżeniu 2570, czyli 10171.
```
static
 
const
 
unsigned
 
long
 
int
 
two24
 
=
 
16777216
;
        
/* 2^24 */

void
 
RCARRY
(
int
 
rvec
[],
 
int
 
lenv
,
 
int
 
seeds
[])

{

        
for
 
(
int
 
i
 
=
 
0
;
 
i
 
<
 
lenv
;
 
i
++
)

        
{

                
int
 
unew
 
=
 
seeds
[
jptr
]
 
-
 
seeds
[
iptr
]
 
-
 
carry
;

                
if
 
(
unew
 
<
 
0
)

                
{

                        
unew
 
+=
 
two24
;

                        
carry
 
=
 
1
;

                
}

                
else

                        
carry
 
=
 
0
;

                
seeds
[
iptr
]
 
=
 
unew
;

                
iptr
--
;

                
if
 
(
iptr
 
<
 
0
)
 
iptr
 
=
 
23
;

                
jptr
--
;

                
if
 
(
jptr
 
<
 
0
)
 
jptr
 
=
 
23
;

                
rvec
[
i
]
 
=
 
unew
;

        
}

}

```

gdzie inicjalizacja wygląda :
```
void
 
seet_seeds
(
long
 
int
 
seed
,
 
int
 
u
[])

{

        
int
 
i
;

        
/* This is the initialization algorithm of F. James, widely in use

        for RANLUX. */

        
for
 
(
i
 
=
 
0
;
 
i
 
<
 
24
;
 
i
++
)

        
{

                
unsigned
 
long
 
int
 
k
 
=
 
seed
 
/
 
53668
;

                
seed
 
=
 
40014
 
*
 
(
seed
 
-
 
k
 
*
 
53668
)
 
-
 
k
 
*
 
12211
;

                
if
 
(
seed
 
<
 
0
)

                
{

                        
seed
 
+=
 
2147483563
;

                
}

                
u
[
i
]
 
=
 
seed
 
%
 
two24
;

        
}

        
iptr
 
=
 
23
;

        
jptr
 
=
 
9
;

        
carry
 
=
 
0
;

}

```

wołanie :
```
void
 
rcarry_test
()

{

        
const
 
int
 
SIZE
 
=
 
5
;

        
int
 
rvec
[
SIZE
];

        
int
 
seeds
[
24
];

        
seet_seeds
(
314159265
,
 
seeds
);
//dla 314159265 daje 9056646 12776696 1011656 13354708 5139066

        
RCARRY
(
rvec
,
 
SIZE
,
 
seeds
);

        
for
 
(
int
 
i
 
=
 
0
;
 
i
 
<
 
SIZE
;
 
i
++
)

                
printf
(
"%d "
,
 
rvec
[
i
]);

}

```

## Własności
Algorytm jest szybki (pomiary w Visual C++ na Intel i3 3.6 GHz: 15.7 takta), jednak nie przechodzi testu urodzinowego (diehard_birthdays w pakiecie DieHarder). Stał się on podstawą algorytmu RANLUX.